# پرزچه

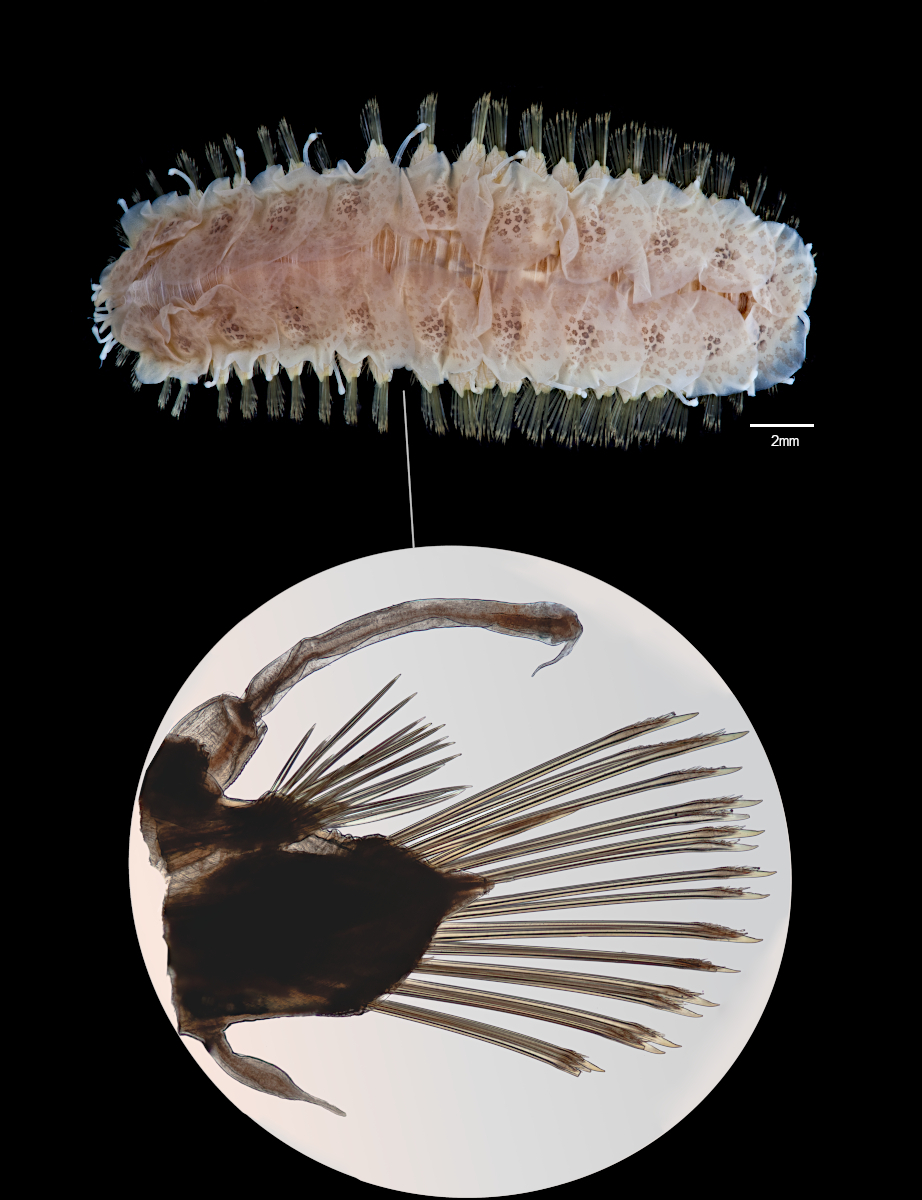
کرم حلقوی دریایی، (Lepidonotus oculatus) نشان‌دهنده پرزچه‌ها به‌صورت جانبی با تصویر میکروسکوپی، یکی از پاکنار و پرزچه‌ها (داخل دایره) است. موزه‌های ویکتوریایی نمونه‌ها (Museums Victoria).

پرزچه (به انگلیسی: Chaeta)، یک مویچه کیتینی یا مژکچه است که در کرم‌های حلقوی دیده می‌شود، (اگرچه این اصطلاح اغلب برای توصیف ساختارهای مشابه در سایر بی‌مهرگان مانند بندپایان نیز استفاده می‌شود) پرتاران، به معنای واقعی کلمه «بسیاری از مویچه‌ها» است) برای پرزچه آنها نام‌گذاری شده است. در پرتاران، پرزچه‌ها به‌صورت بسته‌های پاکنار (Parapodium)، زائده‌های جفت شده در کنار بدن یافت می‌شود. پرزچه‌ها ساختارهای خارج سلولی روپوست هستند و به‌وضوح در اکثر پرتاران دیده می‌شوند. آنها احتمالاً بهترین ساختارهای مورد مطالعه در این حیوانات هستند.

## استفاده در طبقه‌بندی و شناسایی
اَبَرساختار پرزچه برای همه گونه‌ها کاملاً مشابه است اما تنوع گسترده‌ای در ریخت‌شناسی پرزچه‌ای وجود دارد. علاوه بر این، پرزچه‌ها دارای ویژگی‌های دقیق برای تعیین گونه‌ها و ارزیابی طبقه‌بندی است. شکل، اندازه مطلق و نسبی، تعداد، موقعیت، چینش و نوع از ویژگی‌های مهم آرایه‌بندی هستند و انواع خاصی از آنها اغلب با خانواده‌ها یا جنس‌ها مرتبط هستند. آنها گاهی نیز گونه خاص هستند و در بعضی موارد می‌توانند برای تمایز گونه‌های غیریکسان به کار روند.

## انواع پرزچه‌ها

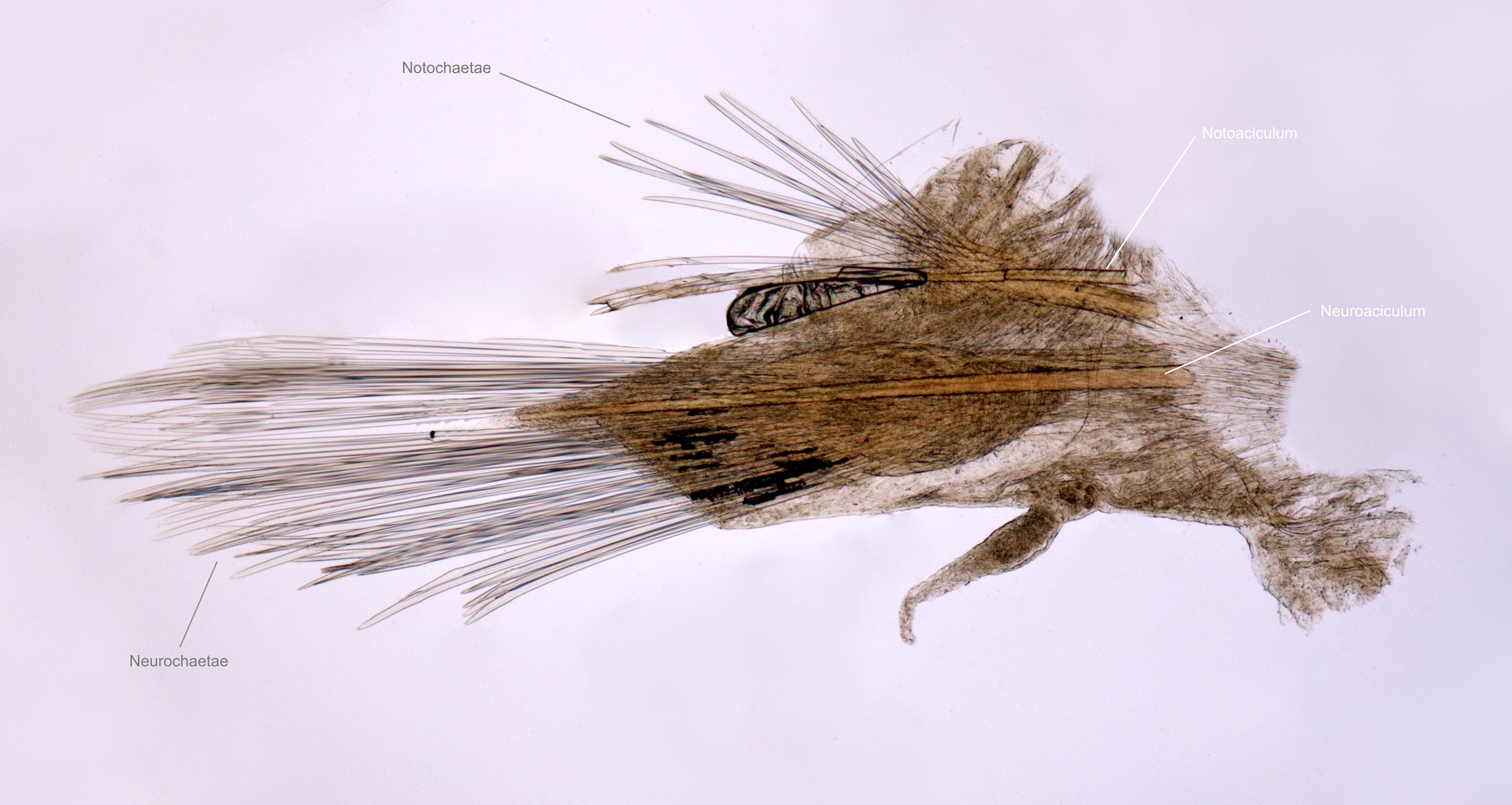
عکس میکروسکوپی پاکنار از نمونه کرم فلسی (Arctonoe sp). نشان دادن پرزچه‌ها و قوی‌پرزچه داخلی. این پاکنار از موزه‌های ویکتوریایی نمونه‌ها می‌باشد.

هر دو ناحیه بالاکنار (notopodium) و پایین‌کنار (neuropodium) در پاکنار (parapodium) می‌توانند پرزچه‌ها را رشد دهند. پرزچه‌ها در بالاکنار را بالاپرزچه (notochaetae) و آنهایی که در پایین‌کنار هستند را پایین‌پرزچه (neurochaetae) می‌نامند. پرزچه‌های ضخیم و داخلی که از بالاکنار یا پاکنار به‌خوبی توسعه یافته‌اند را قوی‌پرزچه (Acicula) می‌نامند.
طیف گسترده‌ای از اشکال و آرایش‌های پرزچه‌ای وجود دارد:
فرمهای اصلی مویرگ‌ها و خارها هستند. مویرگ‌ها رایج‌ترین نوع پرزچه‌ها هستند و بسیار نازک و ضعیف هستند. خارها نیز معمول است اما ضخیم‌تر و تنومندتر از مویرگ‌ها است و ممکن است منحنی یا مستقیم باشد و ممکن است راست دندانه‌دار باشد (برای نمونه تک‌دندانه یا دودندانه).
شاخه‌ای (Furcate) (شانه، چنگال یا برس) نیز نامیده می‌شوند در بیشتر طول خود شبیه مویرگ‌ها هستند اما از نظر قامت به نوک چنگال یا شانه پهن شده می‌ماند.
قلاب‌ها (Hooks) پرزچه‌های تنومندی است که به‌صورت قامت خمیده است و ممکن است دندانه‌دار یا به شدت خمیده باشد (داس مانند). همچنین ممکن است این پرزچه‌ها با یک کلاهک شفاف (Hyaline) پوشانده شوند.
ترکیبی (Compound) پرزچه‌های دارای یک مفصل یا لولا به سمت انتهای قامت هستند که اجازه می‌دهد یک تیغه در اطراف آن مفصل شود.
آنچینی (Uncini)، پرزچه‌های بسیار تغییریافته می‌باشند که در آن محور کاهش یافته (یا عملاً وجود ندارد) و نوک آن وسیع می‌شود تا ساختارهای کوتاه و تنومندی ایجاد کند. اینها اغلب در گونه‌های کم‌تحرک وجود دارند.

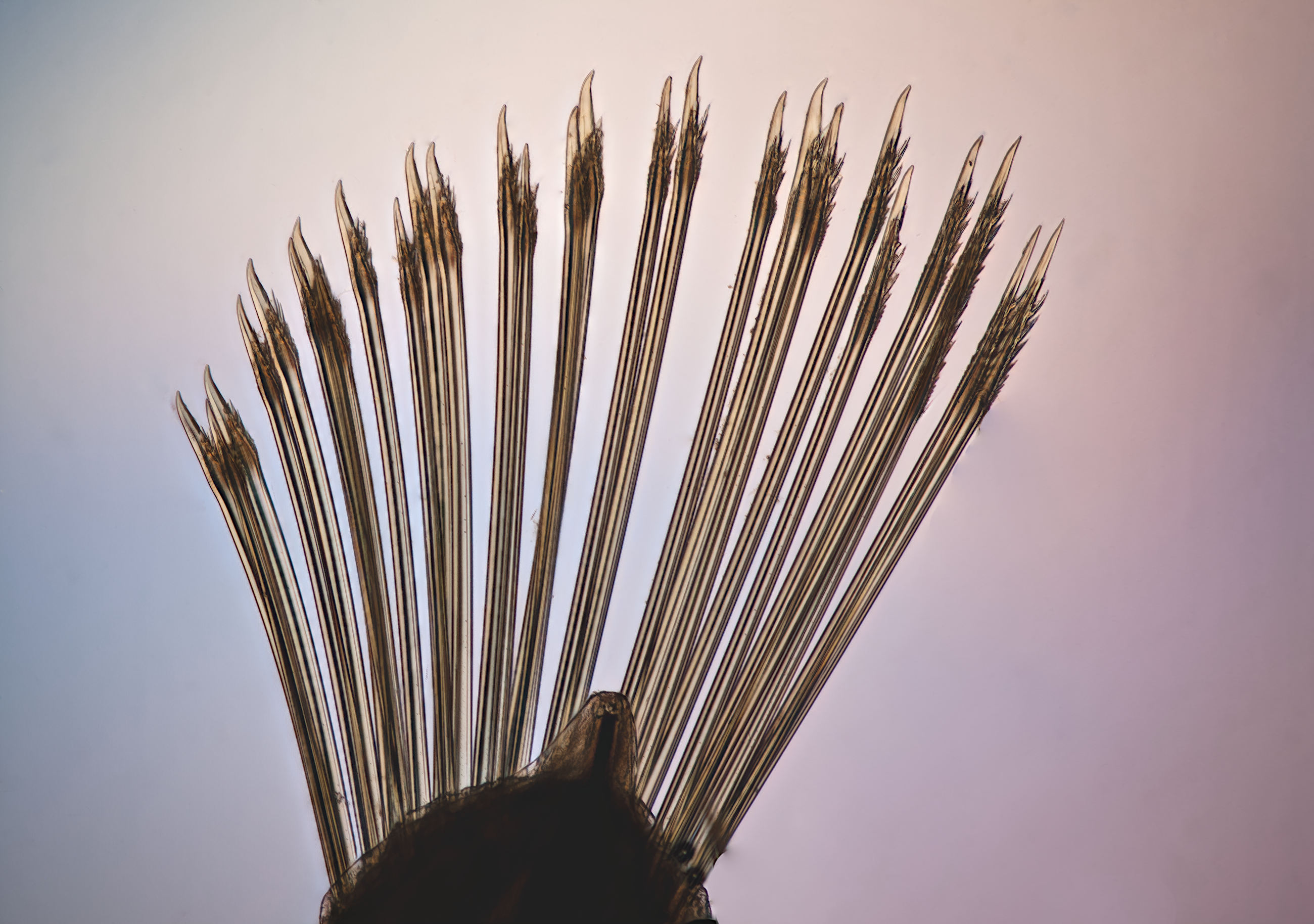
پایین‌پرزچه تک‌دندانه از یک کرم حلقوی دریایی، نمونه‌ای از موزه‌های ویکتوریا.
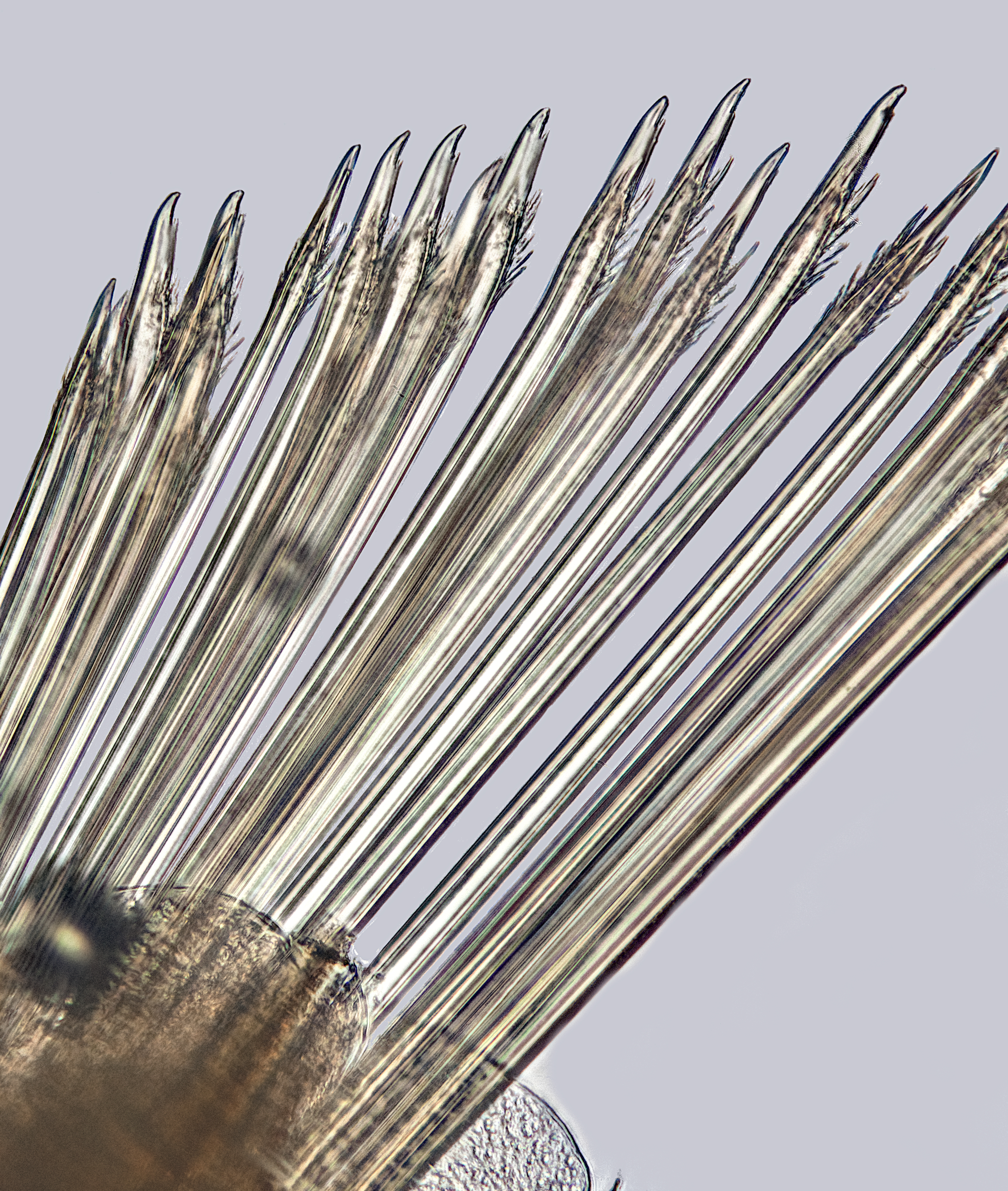
پایین‌پرزچه دودندانه از یک کرم حلقوی دریایی، نمونه‌ای از موزه‌های ویکتوریا.